# The Lady Vanishes (1938)
The Lady Vanishes is een Britse suspensefilm uit 1938, geregisseerd door Alfred Hitchcock. Het verhaal is gebaseerd op het boek The Wheel Spins van Ethel Lina White. Het scenario werd geschreven door Sidney Gilliat en Frank Launder. De hoofdrollen worden vertolkt door Margaret Lockwood, Michael Redgrave, Paul Lukas en Dame May Whitty.
The Lady Vanishes was Hitchocks voorlaatste film in het Verenigd Koninkrijk, voor hij de overstap maakte naar Hollywood. Het was mede dankzij het succes van The Lady Vanishes dat Hitchcock een kans kreeg om in Hollywood aan de slag te gaan.

## Verhaal
De film begint in Bandrika, een fictief land in een “onbeschaafde” regio ergens in Centraal-Europa. Een groep reizigers probeert per trein terug te reizen naar Engeland, maar een lawine verspert de trein de weg. Onder de reizigers bevinden zich Gilbert (een jonge musicoloog die de volksliederen van het land heeft bestudeerd), Iris (een jonge onafhankelijke vrouw, die terugkeert van haar vakantie en thuis zal gaan trouwen), en Miss Froy (een oudere dame die enkele jaren als gouvernante in Bandrika heeft gewerkt). Bijna geen van de passagiers in de trein spreekt Engels.
Op een gegeven moment krijgt Iris een bloempot naar haar hoofd gegooid en verliest het bewustzijn. Wanneer ze bijkomt, blijkt Miss Froy te zijn verdwenen. Tot haar verbazing beweren alle passagiers dat Miss Froy helemaal nooit aan boord was en dat Iris zich moet vergissen. Zelfs de weinige andere Engelse passagiers aan boord houden vol Miss Froy niet te hebben gezien. Dr. Egon Hartz, een medepassagier van Iris, verklaart tegen iedereen dat Iris mogelijk hallucineert als gevolg van de klap op haar hoofd.
Iris laat het er niet bij zitten en gaat zelf op onderzoek uit. Alleen de sceptische Gilbert is bereid haar hierbij te helpen. Tijdens het onderzoek krijgen de twee gevoelens voor elkaar. Ze ontdekken dat Miss Froy nog steeds aan boord is, maar opgesloten zit in een afgesloten coupé waarvan de passagiers is verteld dat er een ernstig zieke patiënt ligt met wie ze elk contact moeten vermijden. Ze bevrijden haar, maar dan wordt de trein via een wissel opeens omgeleid naar een zijspoor en gedwongen te stoppen. Miss Froy bekent dat ze in werkelijkheid een Britse spion is die belangrijke informatie moet doorgeven aan het Foreign Office in Londen. Wanneer er een schietpartij losbreekt, geeft Miss Froy de informatie, gecodeerd in een volkslied, aan Iris en Gilbert. Daarna vlucht ze weg uit de trein.
Nadat de machinist de trein opnieuw weet te starten, wordt de reis zonder verdere problemen vervolgd. Iris en Gilbert bereiken Londen. Daar vraagt Gilbert Iris ten huwelijk, wat ze accepteert. De twee begeven zich naar het Foreign Office, maar blijken beide het deuntje niet meer goed te kunnen herinneren. Dan duikt Miss Froy onverwacht weer op, en speelt het lied op een piano.

## Rolverdeling
| Acteur            | Personage                |
| ----------------- | ------------------------ |
| Margaret Lockwood | Iris Henderson           |
| Michael Redgrave  | Gilbert                  |
| Paul Lukas        | Dr. Hartz                |
| Dame May Whitty   | "Miss Froy"              |
| Cecil Parker      | Mr. Todhunter            |
| Linden Travers    | Mr. Todhunter's mistress |
| Naunton Wayne     | Caldicott                |
| Basil Radford     | Charters                 |
| Mary Clare        | Baroness                 |
| Emile Boreo       | Boris, the Hotel Manager |
| Googie Withers    | Blanche                  |
| Sally Stewart     | Julie                    |
| Philip Leaver     | Signor Doppo             |
| Selma Vaz Dias    | Signora Doppo            |
| Catherine Lacey   | the "Nun"                |
| Josephine Wilson  | Madame Kummer            |
| Charles Oliver    | The Officer              |
| Kathleen Tremaine | Anna                     |

Wetenswaardigheden
- Hitchcock heeft een cameo aan het eind van de film. Hij speelt een man in een zwarte jas en met een sigaret op het Station London Victoria.[5]
- Dit is de eerste film waarin het komische duo Charters & Caldicott (gespeeld door Naunton Wayne en Basil Radford) te zien is. De twee duiken in een groot aantal andere films ook op.

## Achtergrond

### Aanpassingen in het verhaal
De plot van Hitchcocks film wijkt af van Wites roman. In de roman is Miss Froy geen spion. Ze wordt enkel ontvoerd omdat ze zonder het zelf te beseffen iets belangrijks weet dat problemen kan opleveren voor de lokale autoriteiten. Iris’ mentale toestand waardoor men denkt dat ze hallucineert komt in het boek door een zonnesteek, niet door een klap op haar hoofd. In de roman stopt de trein niet en is er geen sprake van een schietpartij.
De Engelse personages verschillen ook van het boek. In de roman is niet Gilbert maar een personage genaamd Max Hare de mannelijke protagonist. Hij is een jonge Britse monteur die meewerkt aan een dam in de heuvels.

### Productie
The Lady Vanishes droeg tijdens de productie de werktitel The Lost Lady. Oorspronkelijk zou de jonge Amerikaanse regisseur Roy William Neill de film toegewezen krijgen van producer Edward Black. Hij vertrok met een crew naar Joegoslavië om alvast wat proefopnames te maken. Ze werden echter het land uitgezet toen de Joegoslavische politie ontdekte dat zij als de schurken werden neergezet in het scenario. Black schrapte hierop het project. Een jaar later gaf Black Hitchcock de opdracht de film alsnog te maken, omdat Hitchcock volgens zijn contract nog een film aan hem moest afleveren, maar zelf niks kon verzinnen.
Oorspronkelijk wilde Hitchcock Lilli Palmer de hoofdrol geven, maar koos uiteindelijk voor de destijds relatief onbekende Margaret Lockwood. Lockwood accepteerde de rol vooral omdat ze zich aangesproken voelde door de heldhaftige vrouwen uit Ethel Lina White's verhalen. Michael Redgrave was eveneens nog onbekend bij het bioscooppubliek toen hij een rol kreeg in de film. De filmrol maakte hem meteen tot een internationale ster.
De film werd opgenomen in studio's in Islington en Shepherd's Bush. Opnames op locatie vonden plaats in Hampshire, waaronder in het Longmoor Military Camp,

### Wetenswaardigheden
- Ten onrechte wordt vaak gedacht dat Bandrika in feite het door nazi-Duitsland bezette Oostenrijk is. De fictieve taal die in de film wordt gesproken vertoont elementen van het Italiaans, Hongaars en Duits.
- Het verhaal uit de film werd opnieuw gebruikt voor de serie Alfred Hitchcock Presents, in de aflevering Into Thin Air. Het thema van de film, een persoon die zomaar verdwijnt uit een voertuig, is eveneens meerdere malen opnieuw gebruikt in andere films, zoals Flightplan uit 2005.

### Ontvangst
In het Verenigd Koninkrijk was The Lady Vanishes een grote hit. Het werd de meest succesvolle Britse film tot dusver. Ook in New York deed de film het goed. Hij werd daar door de New York Times uitgeroepen tot beste film van 1938.

## Prijzen en nominaties
In 1939 won Alfred Hitchcock dankzij The Lady Vanishes de New York Film Critics Circle Award voor "Beste regisseur".